# James Loney
James Anthony Loney (Houston, Texas, 7 de mayo de 1984) es un exbeisbolista estadounidense, su posición habitual era primera base.

## Trayectoria
Inició su carrera profesional en 2006 con Los Angeles Dodgers, temporada en la que participó en 48 juegos. Con este equipo ha disputado tres series divisionales y dos por el campeonato de la Liga Nacional en 2008 y 2009. En postemporada posee un porcentaje de bateo de .349 y a la defensiva se ha desempeñado con un porcentaje de fildeo de .994 hasta 2010 en temporada regular.